# Тоня Трайкова
Тоня Трайкова е българска поетеса.

## Биография
През 1979 г. завършва българска филология в Пловдивския университет „Паисий Хилендарски“. Работи като учител.
Нейни стихотворения са публикувани в различни антологии, сред които: „Антология на пловдивската любовна лирика“ (2001), „Свещ“ (2003), „Десет български поетеси“ (2003).
От 2005 г. е член на Съюза на българските писатели.